# Myrcia anguerana
Myrcia anguerana là một loài thực vật có hoa trong Họ Đào kim nương.